# Nymore Bridge
Le Nymore Bridge est un pont en arc américain à Bemidji, dans le comté de Beltrami, au Minnesota. Cette passerelle en béton longue d'environ 51,2 mètres permet le franchissement du Mississippi par les piétons et les cyclistes. Construit en 1917, il est inscrit au Registre national des lieux historiques depuis le 6 novembre 1989.